# Rudolf von Erlach

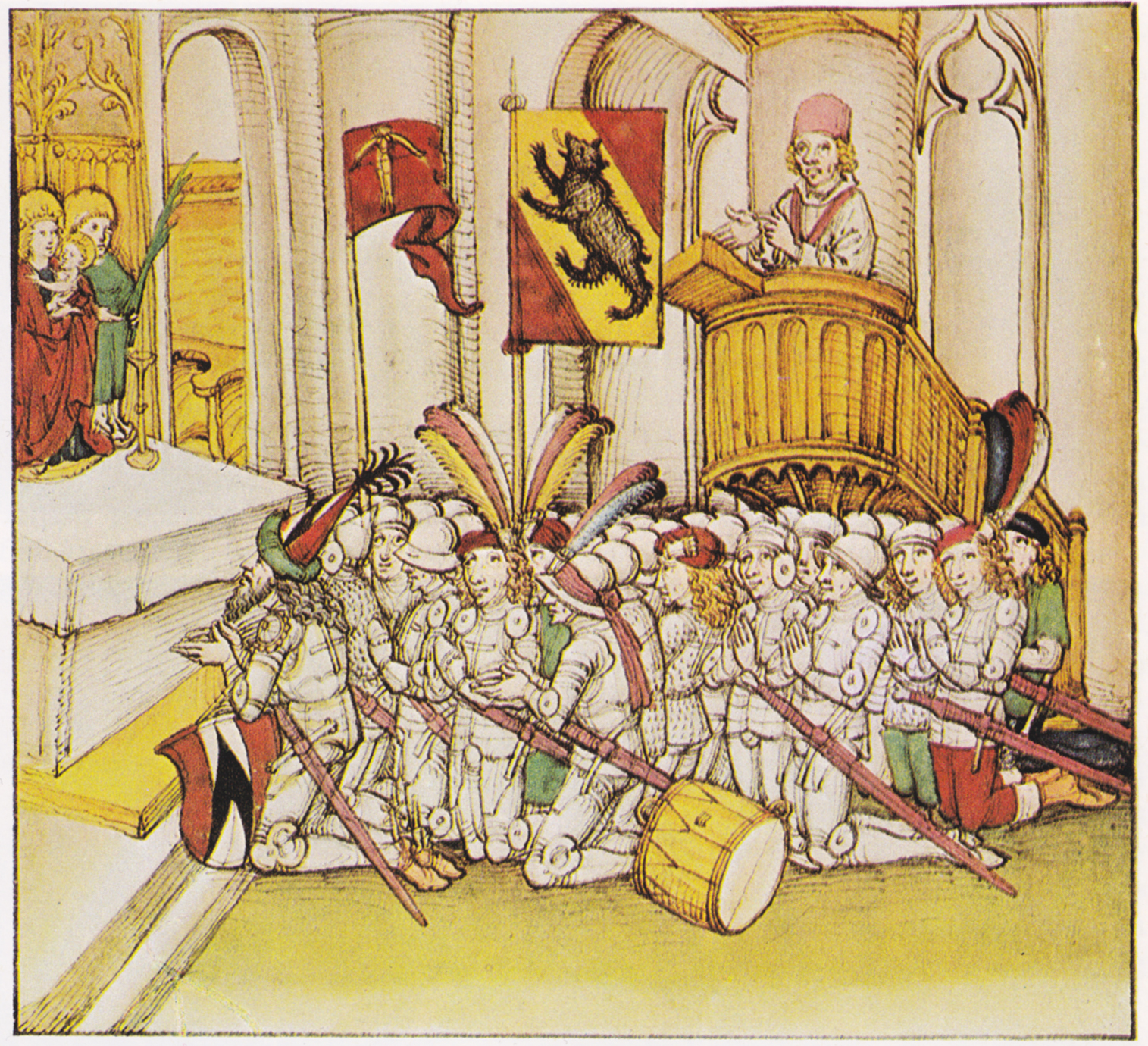
Ritter Rudolf von Erlach kniet als Feldhauptmann und Anführer der Berner und ihrer Verbündeter im gemeinsamen Gebet vor der Schlacht bei Laupen 1339 direkt am Altar, erkennbar am Wappen der Familie von Erlach. Spiezer Chronik 1485

Rudolf von Erlach (* um 1299 in Bern; † 1360 im Schloss Reichenbach, heute Gemeinde Zollikofen) war ein Berner Ritter aus dem Geschlecht derer von Erlach.
Nach dem Chronisten Konrad Justinger war er 1339 Anführer der Eidgenossen in der Schlacht bei Laupen und führte sie 1340 im Kampf gegen Freiburg. Urkundlich belegt ist jedoch nur Letzteres.
Zu Ehren Rudolfs wurde in Bern das Erlach-Denkmal errichtet, das heute an der Grabenpromenade steht.

## Trivia

### Strasse
Die Erlachstrasse in Bern ist seit 1877 nach Rudolf von Erlach benannt.

### Denkmal
Das Erlach-Denkmal zu Ehren Rudolfs von Erlach stand von 1849 bis 1969 auf dem Münsterplatz in Bern und seit dann gegenüber dem Stadttheater.